# Kanuslalom-Weltmeisterschaften 2013
Die Kanuslalom-Weltmeisterschaften 2013 fanden vom 11. bis 15. September 2013 in Prag in Tschechien statt. Veranstaltet wurden die Weltmeisterschaften vom Internationalen Kanuverband (ICF).
Insgesamt wurden zehn Wettbewerbe ausgetragen, bei den Männern jeweils eine Einzel- und eine Mannschaftsentscheidung im Einer-Kajak K-1, Einer-Canadier C-1 und Zweier-Canadier C-2 und bei den Frauen eine Einzel- und Mannschaftsentscheidung im Einer-Kajak K-1 und im Einer-Canadier C-1.

## Ergebnisse

### Männer

#### Canadier
| Wettbewerb | Gold                                                                                           | Punkte | Silber                                                                                              | Punkte | Bronze                                                                                                  | Punkte |
| C-1        | David Florence                                                                                 | 102,53 | Alexander Slafkovský                                                                                | 103,36 | Benjamin Savšek                                                                                         | 105,79 |
| C-1 Team   | SlowakeiMichal Martikán Alexander Slafkovský Matej Beňuš                                       | 118,98 | DeutschlandJan Benzien Sideris Tasiadis Franz Anton                                                 | 119,77 | FrankreichJonathan Marc Denis Gargaud Chanut Benoît Peschier                                            | 122,84 |
| C-2        | Vereinigtes KönigreichDavid Florence Richard Hounslow                                          | 114,10 | TschechienJaroslav Volf Ondřej Štěpánek                                                             | 114,14 | SlowakeiLadislav Škantár Peter Škantár                                                                  | 115,63 |
| C-2 Team   | TschechienJakub Jáně Ondřej Karlovský Marek Šindler Jonáš Kašpar Jaroslav Volf Ondřej Štěpánek | 130,54 | SlowakeiPavol Hochschorner Peter Hochschorner Ladislav Škantár Peter Škantár Tomáš Kučera Ján Bátik | 136,89 | Vereinigtes KönigreichDavid Florence Richard Hounslow Greg Pitt Adam Burgess Rhys Davies Matthew Lister | 141,59 |

#### Kajak
| Wettbewerb | Gold                                                     | Punkte | Silber                                                  | Punkte | Bronze                                                | Punkte |
| K-1        | Vavřinec Hradilek                                        | 94,52  | Jiří Prskavec                                           | 95,90  | Mateusz Polaczyk                                      | 95,98  |
| K-1 Team   | ItalienDaniele Molmenti Giovanni De Gennaro Andrea Romeo | 109,60 | PolenMateusz Polaczyk Grzegorz Polaczyk Dariusz Popiela | 111,10 | FrankreichBoris Neveu Mathieu Biazizzo Étienne Daille | 112,12 |

### Frauen

#### Canadier
| Wettbewerb | Gold                                                  | Punkte | Silber                                                    | Punkte | Bronze                                             | Punkte |
| C-1        | Jessica Fox                                           | 126,09 | Mallory Franklin                                          | 139,08 | Caroline Loir                                      | 139,75 |
| C-1 Team   | AustralienJessica Fox Rosalyn Lawrence Alison Borrows | 164,85 | TschechienAnna Koblencová Monika Jančová Kateřina Hošková | 166,34 | DeutschlandMira Louen Karolin Wagner Lena Stöcklin | 174,75 |

#### Kajak
| Wettbewerb | Gold                                                         | Punkte | Silber                                                 | Punkte | Bronze                                       | Punkte |
| K-1        | Émilie Fer                                                   | 115,74 | Nouria Newman                                          | 117,94 | Jasmin Schornberg                            | 118,99 |
| K-1 Team   | TschechienŠtěpánka Hilgertová Eva Ornstová Kateřina Kudějová | 127,55 | DeutschlandJasmin Schornberg Cindy Pöschel Claudia Bär | 138,72 | SlowenienUrša Kragelj Eva Terčelj Ajda Novak | 138,94 |

## Medaillenspiegel
| Platz  | Land                   | Gold | Silber | Bronze | Gesamt |
| ------ | ---------------------- | ---- | ------ | ------ | ------ |
| 1      | Tschechien             | 3    | 3      | -      | 6      |
| 2      | Vereinigtes Königreich | 2    | 1      | 1      | 4      |
| 3      | Australien             | 2    | -      | -      | 2      |
| 4      | Slowakei               | 1    | 2      | 1      | 4      |
| 5      | Frankreich             | 1    | 1      | 3      | 5      |
| 6      | Italien                | 1    | -      | -      | 1      |
| 7      | Deutschland            | -    | 2      | 2      | 4      |
| 8      | Polen                  | -    | 1      | 1      | 2      |
| 9      | Slowenien              | -    | -      | 2      | 2      |
| Gesamt | Gesamt                 | 10   | 10     | 10     | 30     |